# 粕谷佳五
粕谷 佳五（かすや けいご、1976年12月24日 - ）は、日本の俳優。オリオンズベルト、ブルージェイを経て現在はドルチェスター所属。
兵庫県出身。血液型はA型。
ジュノン・スーパーボーイ・コンテスト出場がデビューのきっかけとなった。

## 略歴
身長・176cm。B・92cm。W・72cm。H・91cm。靴のサイズ・26cm
趣味は服のリメイク、絵画。特技はダンス、ボクシング。剣道（初段）、銃剣道（初段）、徒手格闘（初段）。元自衛官少年工科学校（現・高等工科学校）出身。
1998年夜想会にて演技の基礎を学び舞台デビュー。ジュノンスーパーボーイコンテスト出場中、事務所・ルージュからスカウトを受け「SHINGEN」というダンスパフォーマンスユニットに参加。「SHINGEN」は六三四Musashiの弟分的な存在として六三四の楽曲を用いてダンスパフォーマンスを行うグループで、プロデューサーは元竜童組の小針克之助が務め、多数のLIVE活動を行っていた。「SHINGEN」と並行して、22歳で自身の脚本、演出を始め、「WHITEWAY」というプロデュースユニットでの活動を始める。全作品の脚本と演出を手掛け、出演、プロデュースも兼任していた。
2001年には王子小劇場グループの佐藤佐吉賞で優秀脚本賞、作品賞、主演男優賞等を受賞する。
2003年、舞台活動の功績を認められオリオンズベルトに所属し、所属タレントの演技指導や、公演の際にはプロデュースから脚本、演出を全て任される。同時期ドラマ、映画デビュー。
土曜ワイド劇場のゲスト出演でドラマデビューし、同時期、「仮面ライダー555」の第1号オルフェノクで出演。

## 人物・エピソード
内臓逆位という特異な身体を持つ。左利きの部分が多いが、箸、鉛筆は矯正された為逆に左で使う練習をしている。
飲食店の経験も豊富な為、料理全般得意で、特にイタリアンが得意である。役者仲間にその料理の腕を振るっているのがblogやtwitter等で散見される。
剣道（初段）、銃剣道（初段）、自衛隊格闘術/徒手格闘（初段）は自衛隊在職時に取得。
自衛官としては中学卒業時から所属する少年自衛官という高校生と自衛官を併せ持つ全国一校の機関に入隊し、武山駐屯地、久里浜駐屯地、大宮駐屯地への赴任を経て約6年間勤め、三等陸曹で退官した。
自衛官時代、体力検定の屈腕懸垂という種目で147秒という驚異的な記録を出し、その後数年記録は保持された。また、射撃検定では優秀な成績を収めることもあり、中でも同一弾痕という、先に撃った弾と同じ場所を弾丸が通過することもたびたびあったという。検定は一級。自衛官の経験を活かし、映画や舞台に軍事指導として出演と共に行うことも多く、在職時よりも詳しくなったと後述している。
芸人活動もしており、2003年から2009年頃まで、俳優の宮本行とともに「UNI」（ウニ）というコンビ名で活動していた。主に漫才、たまにコントというスタイルで数々のLIVE、路上パフォーマンスなどを行っていた。漫才、コントの全般を手掛け、ボケもツッコミもしていたが、相方の宮本行が天然のため、主にツッコミを担当。しかし本人もボケたい時があるらしく、たまにボケもやっていたという。コンビ解散の理由は、6年間ものコンビ活動の末、宮本に「お笑い苦手なんだよね…」と告げられたことで、円満に解散している。
前記の「Whiteway」の活動時より、脚本、演出も手掛ける活動をたびたびしており、また、若手の頃より舞台照明、舞台美術のアルバイトを経ていたため、「ナグリを振れる、明かりを吊れる演出家」とたびたび言われるが、「いやいや、芝居ができるのを省かないでください」と役者ベースな自身をアピールする場面もあった。

## 出演
主演は役名を太字で示す。

### テレビドラマ
- 土曜ワイド劇場 元祖!混浴露天風呂殺人〜那須塩原・五浦篇〜（2001年 テレビ朝日） - 添島康夫 役
- 新・天までとどけ 3（2002年 TBS）
- あした吹く風（2002年 BS-i）
- 仮面ライダー555（2003年 テレビ朝日） - 井沢博司 役
- ウルトラマンネクサス（2005年1月 TBS）
- 有閑倶楽部（2007年 日本テレビ）
- 正しい王子のつくりかた（2008年 テレビ東京） - 万代樹 役
- 恋愛百景（2009年 日本テレビ）
- THE・テッパン（2011年 TBS）
- 中居正広の金曜日のスマたちへ（2011年 TBS）
- 共犯者たち（2013年 BSスカパー!）
- 空飛ぶ広報室（2013年 TBS）
- オレアレ（2015年 NHK） - 先輩社員 役

### ウェブドラマ
- 切れない糸（2004年 NTT東日本ウェブドラマ） - 阿嶋 役
- サイバー犯罪事件簿〜姿なき侵入者〜（2005年 警察庁ウェブドラマ） - 鈴木翔太 役
- Urban Myth 第5話（2007年 TV ONウェブドラマ） - 直樹 役（主演）

### 映画
- 突入せよ! あさま山荘事件（2002年 東映、原田眞人監督） - 第9機動隊隊員役
- リターナー（2002年 東宝、山崎貴監督） - 未来軍役
- 13階段（2003年 東宝、長澤雅彦監督） - 看守役
- CASSHERN（2004年 松竹、紀里谷和明監督） - 未来軍役
- SUPPINぶるうす ザ・ムービー（2004年 パートナーズ、今井雅之監督） - 狙撃手役
- NIN×NIN 忍者ハットリくん THE MOVIE（2004年 東宝、鈴木雅之監督） - SAT役
- ULTRAMAN（2004年 松竹、小中和哉監督） - SAT役
- デビルマン（2004年 東映、那須博之監督） - 青木の部下役
- ゴジラ FINAL WARS（2004年 東宝、北村龍平監督） - X星人役
- ローレライ（2005年 東宝、樋口真嗣監督） - 木下水長役
- 鉄人28号（2005年 松竹、冨樫森監督） - レスキュー隊員役
- 実録・連合赤軍 あさま山荘への道程（2008年　若松プロダクション、若松孝二監督） - 進藤隆三郎役 ※第20回東京国際映画祭作品賞受賞・ベルリン国際映画祭受賞作品
- うた魂♪（2008年 日活、田中誠監督） - 鬼塚千博役
- ララピポ（2009年 日活、宮野雅之監督） - 小川役
- クジラ 極道の食卓（2009年 エクセレントフィルムパートナーズ、横山一洋監督）
- 20世紀少年 最終章 ぼくらの旗（2009年 東宝、堤幸彦監督） - カンナ一派副隊長役
- キャタピラー（2010年 若松プロダクション、若松孝二監督） - 黒川忠役
- 日輪の遺産（2011年 角川映画、佐々部清監督） - 近衛将校役
- けっこう仮面 新生（2012年 AMGエンタテインメント、笠木望監督） - 齢十郎役
- 11・25自決の日 三島由紀夫と若者たち（2012年 若松プロダクション、若松孝二監督） - 楯の会メンバーA役 ※第65回カンヌ国際映画祭招待作品
- 相棒 -劇場版III- 巨大密室! 特命係 絶海の孤島へ（2013年 東映、和泉聖治監督） - 特殊作戦群隊長役

### Vシネマ
- 新・男樹2（1998年）

### CM
- ロッテF（エフ）（2003年）
- ケーブルTV グリーンチャンネル（2003年）
- Canon Ask（2005年）
- Vodafone T507（良太役 2006年）
- YAMAHA ミュージックメディア（2017年）

### 舞台・ミュージカル
- 同期の桜（1998年 劇団夜想会、紀伊國屋サザンシアター） - 森通信兵役
- Catch Your Dream（1998年 劇団アタック、武蔵野芸能劇場） - 健役（準主役）
- 嫁ぐ日（1999年 劇団夜想会、アトリエフォンテーヌ） - 花井敏也役
- トランス（1999年 鴻上尚史作） - 立原雅人役
- サイコパス（1999年 つかこうへい作） - 榊原役
- ハムレット（1999年 劇団夜想会、紀伊國屋サザンシアター） - 墓掘り役
- しっぱいのせいこう（1999年 劇団BAY、東京芸術劇場シアターウエスト） - 建二役
- ホワイト・トイレット・ピコレット（2000年劇団SOAP、シアターモリエール）
- よゐこライブ2002（2002年 鈴木おさむ演出、シアターV赤坂） - ブラマウス役
- はいざら小町（2003年 殿様ランチ） - 篠原雅人役
- KAKURENNBO（2005年 藤本隆宏作・演出、時事通信ホール） - ケイゴ役
- PAULパウロ（2006年 ミュージカル、翔企画、銀河劇場） - アンサンブル
- ボーイズレビュー2006HOLD ON（2006年 ミュージカル、翔企画、東京芸術劇場プレイハウス/梅田芸術劇場シアタードラマシティー） - ショーン役
- 霧薔薇（2006年 鬼頭理三演出、シアターグリーンBOXinBOX） - マキタ役
- リバース・ヒストリカ（2007年 *pnish*作・演出、シアターグリーンBOXinBOX） - 明智光秀役
- 港入口若津屋食堂（2008年 東京スウィカ、比佐廉作・演出、赤坂レッドシアター） - 向井仁役
- うちに来るって本気ですか?（2008年 シアターミラクル） - 御殿場太一郎役
- ハムレット(2008年12月 TYPES、シアターモリエール) - レアティーズ役
- 赤毛のアン(2009年2月 劇団エンゼル、高倉亜矢子演出、全労済ホール スペース・ゼロ/六行会ホール/一心寺シアター 他) - ギルバート役
- ダウン・バイ・ロウ(2009年3月 TYPES、シアターモリエール) - 古賀和樹役
- オサエロ(2009年7月 エアスタジオ） - 仲原修役
- MOTHER（2009年-2010年 エアスタジオ、藤森一朗作・演出、新国立劇場/銀河劇場 他） - 穴井利夫少尉役
- 第六天魔王の最期〜夏目漱石推理帳（2010年 エアスタジオ、藤森一朗作・演出） - 夏目漱石役
- 信長（2010年 エアスタジオ、藤森一朗作・演出、全労済ホール スペース・ゼロ） - 織田信長役
- CHUJI〜幕末侍伝説（2011年 WAKIGUMI(脇組)、脇太平作・演出、博品館劇場） - 定八役
- 八十五歳の女の子（2011年 音楽劇、丹宗立峰作・演出、六行会ホール） - 英二役
- MOTHER（2011年 エアスタジオ、藤森一朗作・演出、新国立劇場） - 穴井利夫少尉役
- 愛が殺せとささやいた（2011年9月 DHE、岡本貴也作・演出、草月ホール） - マネージャー役
- 14日の12人〜12人のロックなオトコとオンナ〜（2012年 劇団スポーツ、笠木望作作・演出、シアターKASSAI） - 陪審員役
- PEACH BOY'S（2012年 ぱるエンタープライズ、米田基作作・演出、シアターサンモール） - 大原幽学役
- 桃太郎外伝〜黄金の夜明け〜（2012年 A☆ct Stage、麻草郁作・演出、築地ブディストホール） - ティンマン役
- 暮れ六つ教室（2012年 キャットミント、拝田ちさと/粕谷佳五共同演出・出演、築地ブディストホール）
- リズミックタウン（2012年 ゼロプロジェクト、宇治川まさなり作・演出、シアターサンモール） - ロック役
- MARIONETTES -マリオネッツ-（2013年2月 キタムラ印、中目黒キンケロシアター） - リョウ役（W主演）
- 喋々喃々（2013年 粕谷佳五脚色・演出・出演、築地ブディストホール） - 越川役
- SOUL BLANKER 〜君の隣にいるから〜（2013年 READ & ACT PROJECT、中目黒キンケロシアター） - ツカサ役
- 逆転裁判 〜逆転のスポットライト〜（2013年 カプコン、大関真演出、六行会ホール） - 裏野力役
- 泣いてたまるか！！漢字検定者大会〜虹の向こう側へ（2013年 佐藤智恵作・演出、劇場MOMO）
- TAKE-MITSU〜反逆のラビリンス〜（2013年 キタムラ印、キタムラトシヒロ監修、犬伏雄一演出、ウッディシアター中目黒） - マサト役
- サロメ（2014年2月 オスカー・ワイルド作、佐藤智恵演出、東京芸術劇場 シアター）
- 若草物語〜ルイザが描く愛の物語〜（2014年 イマジンミュージカル、戸田幸彦演出、三鷹市公会堂） - ブルック先生役
- ステキなハプニング（2014年 円盤ライダー、菅野臣太郎作・演出、鶯谷ホテルシャーウッド） - 黒服の男役
- 暗転セクロスw（2014年 岡本貴也作・演出、上野ストアハウス） - オムニバス 第5話主役
- SP〜下高井戸プリンセス（2015年 ステージアクト、亀田真二郎作・演出、上野ストアハウス） - 是枝部長役
- 軋み（2015年 スタークプロデュース、ブラジリー・アン山田作・演出、サンモールスタジオ） - W主演
- 下天の華（2015年 コーエー、キタムラトシヒロ作・演出、全労済ホール スペース・ゼロ） - 百地尚光役
- 百千さん家のあやかし王子（2015年 舞台「百千さん家のあやかし王子」製作委員、硝音あや原作、滝井サトル演出、博品館劇場） - 火車役
- オオカミとイヌ〜不条理スケッチ集〜（2015年 かくたすのいるところ、水野美紀作・演出/えのもとぐりむ演出、シアター711） - オムニバス
- SCORE（2015年 ミュージカル、SCORE製作委員会、大塚浩汰作・演出、博品館劇場） - 司会者役
- チックジョ〜〜（2015年 Office ENDLESS、西田大輔作・演出、全労済ホール スペース・ゼロ） - 佐久間信盛役
- チェス盤の馬（2015年11月　居酒屋ベースボールロングラン公演、えのもとぐりむ作　私オム演出）-桐生
- 口から麻薬を吐く男（2015年12月 ハイバネカナタ、出服部浩司作・演）-主演
- 『アンダードッグ』～ロマン主義スケッチ集～（2016年3月 かくたすのいるところ 第2回公演、連行おい／えのもとぐりむ脚本　水野美紀演出）オムニバス
- 下天の華〜夢灯り（2016年5月 コーエー、西森英之作・演 、スペースゼロ）百地尚光
- 花からの手紙（2016年6月 Xカンパニー、谷碧仁作・演、シアターKASSAI）下枝和隆
- コウの花嫁（2016年  L＆L企画、えのもとぐりむ作・私オム演 全労済ホール スペース・ゼロ）ホムラ
- 東京ボーイズコレクション（2016年 えのもとぐりむ作・私オム演 新宿村LIVE）
- ミュージカル「花虞美人」（2017年 岡本貴也作・本間憲一演 赤坂ACTシアター他大阪/名古屋）始皇帝の隊長
- 花魁の首（2017年  ステラワークス、細川博司 作・演 新宿村LIVE）神崎屋千二
- ミュージカル「天の河伝説」（2018年 旺季志ずか作・演 壱岐の島大ホール）神々のダンサー
- 風雪の城〜Lear～（2018年 Yプロジェクト、川手ふきの作・鼓太郎演出 渋谷伝承ホール）兎束助三郎

## 作・演出作品
- Happy Birthday（1999年 作・演出・出演、わたりスタジオ） - 裕一郎役
- RINX（1999年 作・演出・出演、わたりスタジオ） - 宇佐美役
- JIGSOW（1999年 作・演出・出演、わたりスタジオ）　- 剛役
- おなかのなかからでてみっか（2000年 作・演出・出演、ザムザ阿佐ヶ谷）　- オムニバス
- 青い窓・僕を呑んで…（2001年 作・演出・主演、ザムザ阿佐ヶ谷）　- 前川真一役
- アキカゼフクカワベ。（2001年 作・演出・主演、王子小劇場）　- 柳田宏章役 ※佐藤左吉賞 優秀脚本賞/演出賞/主演男優賞 受賞
- 有情の特効薬（2002年 作・演出・主演、巣鴨小劇場）　- 前田慎也役
- 盛り上がれ心臓（2003年 作・演出・出演、浅草5656会館）　- 城下町影男役
- 絆〜ビジュアルボーイ感謝祭〜（2006年 作・演出、スペース107）
- 暮れ六つ教室（2012年 脚色・演出・出演、キャットミント、拝田ちさとと共同演出、築地ブディストホール）
- 喋々喃々（2013年 脚色・演出・出演、キャットミント、築地ブディストホール）　- 越川役
- チープブライダル（2013年 作・演出、ステージアクト、中目黒ウッディシアター）
- マジハウス（2014年 脚色・演出、スタイリッシュボーイズvol.1、テアトルBONBON